# Tratado de Céus Abertos
O Tratado de Céus Abertos estabelece um programa de voos de vigilância aérea desarmados sobre todo o território dos seus participantes. O tratado foi concebido para aumentar a compreensão mútua e a confiança, dando a todos os participantes, independentemente da sua dimensão, um papel direto na coleta de informações sobre as forças militares e as atividades que lhes dizem respeito. Entrou em vigor em 1º de janeiro de 2002 e atualmente conta com 34 Estados Partes. A ideia de permitir que os países vigiem uns aos outros abertamente é pensada para evitar mal-entendidos (por exemplo, para assegurar a um potencial adversário que o seu país não está prestes a entrar em guerra) e limitar a escalada das tensões. O tratado também fornece responsabilidade mútua para os países cumprirem as promessas do tratado. Céus Abertos é um dos esforços internacionais mais abrangentes até o momento, promovendo a abertura e a transparência das forças e atividades militares.
O conceito de "observação aérea mútua" foi inicialmente proposto ao primeiro-ministro soviético Nikolai Bulganin na Conferência de Genebra de 1955 pelo presidente dos Estados Unidos Dwight D. Eisenhower; no entanto, os soviéticos rejeitaram prontamente o conceito e ele permaneceu adormecido por vários anos. O tratado foi finalmente assinado como uma iniciativa do presidente dos EUA (e ex-diretor da Agência Central de Inteligência) George H. W. Bush em 1989. Negociado pelos então membros da OTAN e do Pacto de Varsóvia, o acordo foi assinado em Helsinque, Finlândia, em 24 de março de 1992.
Os Estados Unidos retiraram-se do tratado oficialmente em 22 de novembro de 2020. A Rússia também anunciou a intenção de retirar-se em 15 de janeiro de 2021, citando a retirada dos EUA e a incapacidade dos outros países-membros de assegurarem que não seriam compartilhados mais detalhes com os EUA.
Este tratado não está relacionado aos acordos de céu aberto da aviação civil.
A Federação Russa si retiraram-se do tratado oficialmente no dia 18 de dezembro de 2021, depois dos Estados Unidos terem si retirado.

## Membros
Os 34 Estados Partes do Tratado de Céus Abertos são Bielorrússia, Bélgica, Bósnia e Herzegovina, Bulgária, Canadá, Croácia, Chéquia, Dinamarca (incluindo Groenlândia), Estônia, Finlândia, França, Geórgia, Alemanha, Grécia, Hungria, Islândia, Itália, Letônia, Lituânia, Luxemburgo, Holanda, Noruega, Polônia, Portugal, Romênia, Rússia, Eslováquia, Eslovênia, Espanha, Suécia, Turquia, Ucrânia e Reino Unido. O Quirguistão assinou o tratado, mas ainda não o ratificou. O Canadá e a Hungria são os depositários do tratado em reconhecimento às suas contribuições especiais para o processo de Céus Abertos. Os países depositários mantêm documentos de tratados e fornecem apoio administrativo.
O tratado de Céus Abertos é de duração ilimitada e está aberto à adesão de outros Estados. As ex-repúblicas da União Soviética que ainda não se tornaram partes do tratado podem aderir a ele a qualquer momento. As inscrições de outros países interessados estão sujeitas a uma decisão de consenso pela Comissão Consultiva de Céus Abertos (CCCC). Oito países aderiram ao tratado desde sua entrada em vigor em 2002: Bósnia e Herzegovina, Croácia, Estônia, Finlândia, Letônia, Lituânia, Eslovênia e Suécia. Notavelmente ausentes estão Áustria, Chipre, Irlanda, Suíça, Sérvia, Montenegro, Albânia, Macedônia do Norte, Moldávia, Armênia e Uzbequistão. A República de Chipre apresentou o seu pedido de adesão ao Tratado em 2002; porém, desde então, a Turquia bloqueou sua adesão.[carece de fontes?]

## Comissão Consultiva de Céus Abertos
A Comissão Consultiva de Céus Abertos é o órgão de implementação do Tratado de Céus Abertos. É composta por representantes de cada Estado Parte do tratado e reúne-se mensalmente na sede da Organização para a Segurança e Cooperação na Europa em Viena.

## Resumo

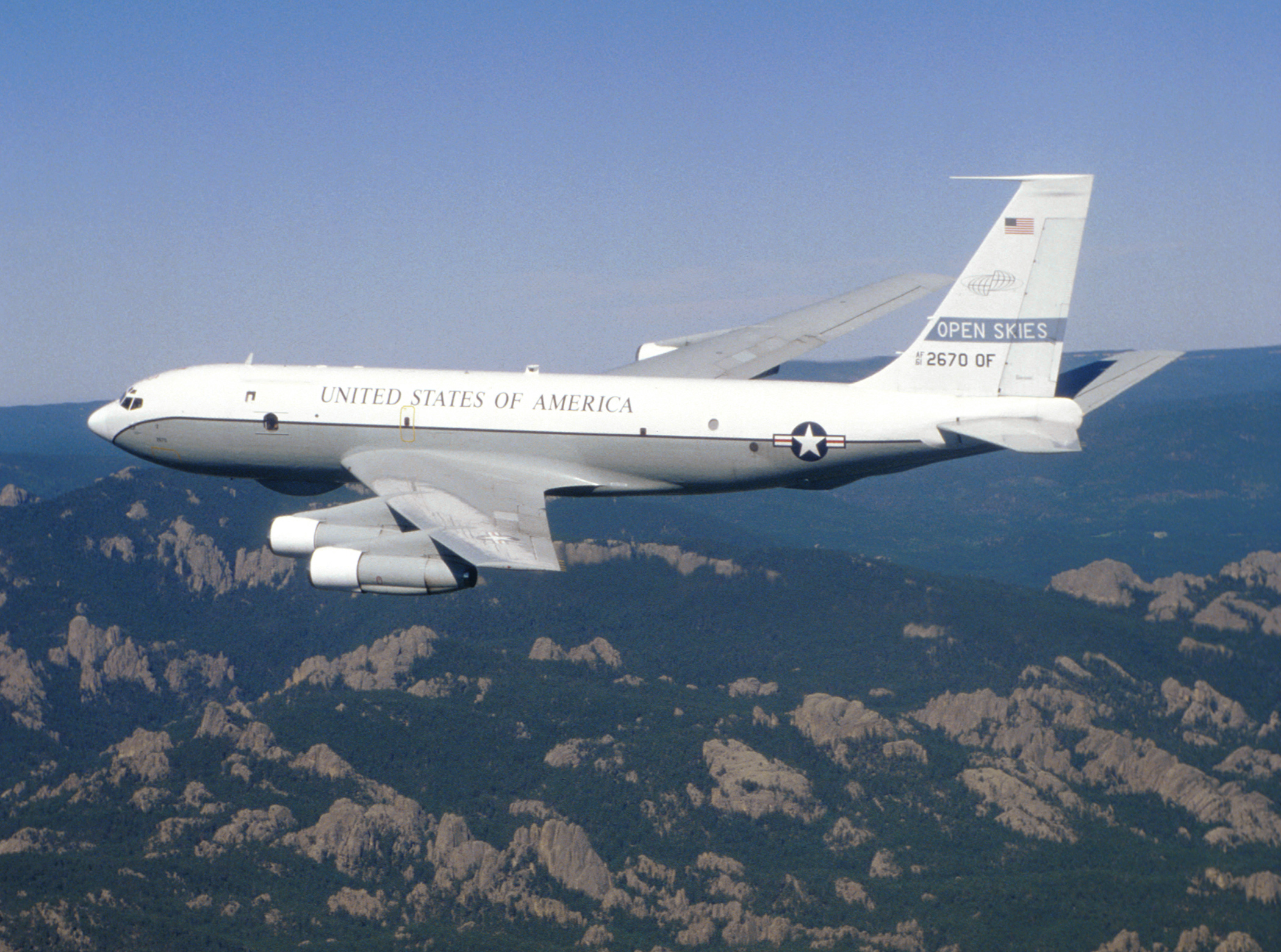
Boeing OC-135B Open Skies da USAF

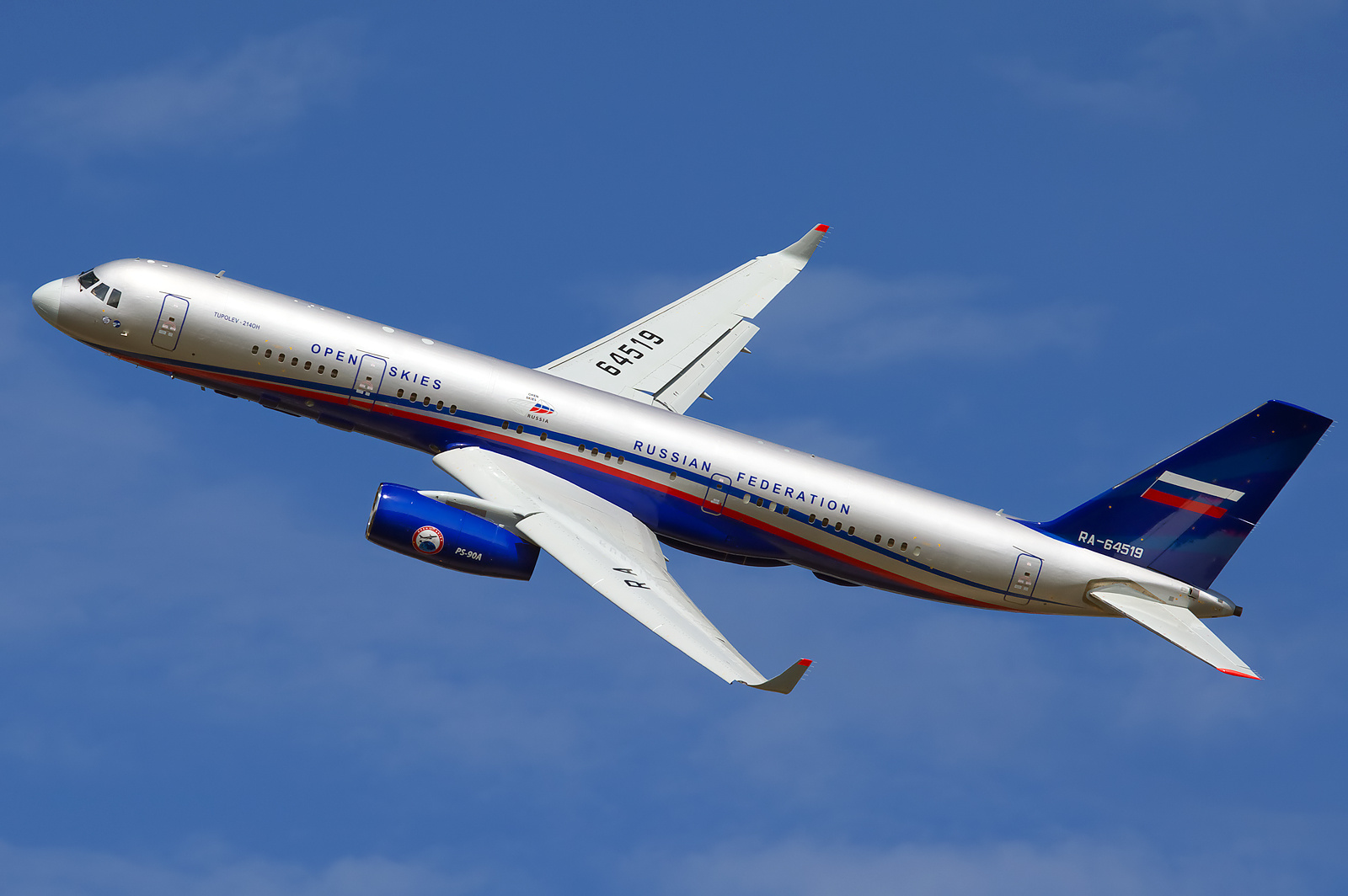
Tupolev Tu-214ON da Força Aérea Russa

### Território
Os regulamentos de Céus Abertos cobrem o território sobre o qual as partes exercem soberania, incluindo continente, ilhas e águas internas e territoriais. O tratado especifica que todo o território de um Estado-membro está aberto à observação. Os voos de observação só podem ser restringidos por razões de segurança do voo e não por razões de segurança nacional.

### Aeronave
As aeronaves de observação podem ser fornecidas pela parte observadora ou pela parte observada. Todas as aeronaves e sensores de céu aberto devem passar por certificação específica e procedimentos de inspeção pré-voo para garantir que estejam em conformidade com os padrões do tratado.
A Rússia também usa uma aeronave de monitoramento Tu-154M-ON. Anteriormente, a Alemanha também usava esse tipo até que a aeronave foi perdida em um acidente de 1997. A Rússia está eliminando o An-30 e o Tu-154M-ON e substituindo-os por dois Tu-214ON com os registros RA-64519 e RA-64525. O novo conjunto de sensores desta aeronave, no entanto, está sendo desafiado pelos EUA.
Em 2017, a Força Aérea Alemã comprou um Airbus A319 como sua futura aeronave Open Skies.